# Lenguas del Reino Unido

Distribución de las lenguas del Reino Unido:
Inglés
Escocés
Galés
Gaélico escocés

Las lenguas del Reino Unido comprenden las lenguas habladas por la población que reside en territorio británico, es decir, que incluye tanto los territorios insulares de Europa occidental como numerosos territorios de ultramar en los demás continentes.
El Reino Unido carece de lengua oficial. La lengua hablada habitualmente en el Reino Unido es el inglés, que es hablado como lengua primaria por el 95% de la población del Reino Unido. Junto a esta lengua mayoritaria existen otras lenguas regionales habladas sólo en algunas regiones del territorio, como el idioma galés en Gales y el idioma escocés, que es la segunda lengua más hablada en el Reino Unido. Además, existen varias lenguas vivas autóctonas del territorio, diversos dialectos regionales y lenguas habladas por numerosas poblaciones de inmigrantes recientes y los que han aprendido como segunda lengua.

## Lenguas autóctonas del Reino Unido

### Territorios metropolitanos y europeos
Junto con el inglés originado en la isla de Gran Bretaña se hablan todavía otras lenguas europeas. Dichas lenguas se adscriben a tres subfamilias indoeuropeas:
- Lenguas germánicas
  - Inglés, que en el Reino Unido presenta mayor diversidad dialectal pues el número de variedades de inglés en Gran Bretaña supera al resto de variedades de inglés del resto del mundo.
  - Escocés (scotts o lallans), estrechamente emparentado con el inglés estándar deriva al igual que este del antiguo anglosajón.
- Lenguas celtas
  - Lenguas celtas britónicas: el galés es la segunda lengua más hablada en Gran Bretaña y está más cercanamente emparentada con el extinto y revitalizado idioma córnico hablado en Cornualles y el idioma bretón hablado en Bretaña (Francia).
  - Lenguas celtas gaélicas: el gaélico escocés en Escocia, el gaélico irlandés en Irlanda del Norte y el gaélico manés en la Isla de Man.
- Lenguas romances
  - Lenguas galorromances: como el jèrrais de la Isla de Jersey y el dgèrnésiais en la isla de Guernsey, estrechamente emparentados entre sí y derivados del francés antiguo.
  - Lenguas iberorromances: el llanito, variedad del castellano meridional hablado en Gibraltar.

También se usan lenguas criollizadas como el anglorromaní que es una versión criollizada de romaní muy influida por el inglés o el shelta de base gaélica. Además de estas lenguas orales, la comunidad de sordos del Reino Unido usa ampliamente la Lengua británica de señas (BSL o British Sign Language) que no está filogenéticamente emparentada con las lenguas de señas del continente, ni siquiera con la lengua de señas norteamericana.

### Lenguas desaparecidas
En la antigüedad y en la Edad Media se hablaron además otras lenguas actualmente extintas. Entre ellas:
- Lenguas germánicas: el anglosajón antecesor de las variedades de inglés y escocés (scott). El antiguo nórdico entre la población vikinga asentada preferentemente en ciertos enclaves de la costa británica. Un descendiente del antiguo nórdico, el idioma norn, sobrevivió hasta el siglo XVIII en las Islas Shetland y en las Orcadas.
- Lenguas britónicas: el cúmbrico y otras variedades descendientes del proto-britónico (también el galés y el córnico derivan de esta lengua).
- Lenguas romances: el francés antiguo hablado por gran parte de la nobleza durante los siglos XI, XII y XIII como lengua principal. Durante la Edad Antigua habrían existido algunos asentamientos romanos en que se habría dado el cierto bilingüísmo entre el latín regional (a veces llamada britannicus o latín británico) y el proto-britónico.
- Lenguas de clasificación dudosa, como el idioma picto del que se ha discutido si pudo ser una lengua celta o una lengua preindoeuropea de Escocia.

### Territorios de ultramar
En sus pequeñas colonias territoriales ultramarinas de Asia, América, África y Oceanía, muchas de ellas conservan sus lenguas nativas. En otro buen número de territorios dependientes de Gran Bretaña se hablan lenguas criollas de base léxica inglesa que se desarrollaron de manera autóctona en esos territorios.

## Lenguas alóctonas
Junto con las lenguas anteriores, en Reino Unido existen numerosos grupos de población inmigrante que continúan usando su lengua originaria en el contexto familiar. Las principales lenguas de la inmigración en Reino Unido son
el polaco (0,6 % de la población),
el tamil (0,5 %),
el hindi-urdu,
el oriental y el occidental,
el bengalí,
el francés,
el español,
el cantonés,
el malabar,
el griego,
el italiano,
el criollo caribeño,
el guyarati y
el cachemiro.
Entre todas superan los cien mil hablantes.